# Charaxes dilutus
Charaxes dilutus är en fjärilsart som beskrevs av Rothschild 1898. Charaxes dilutus ingår i släktet Charaxes och familjen praktfjärilar. Inga underarter finns listade i Catalogue of Life.

## Bildgalleri

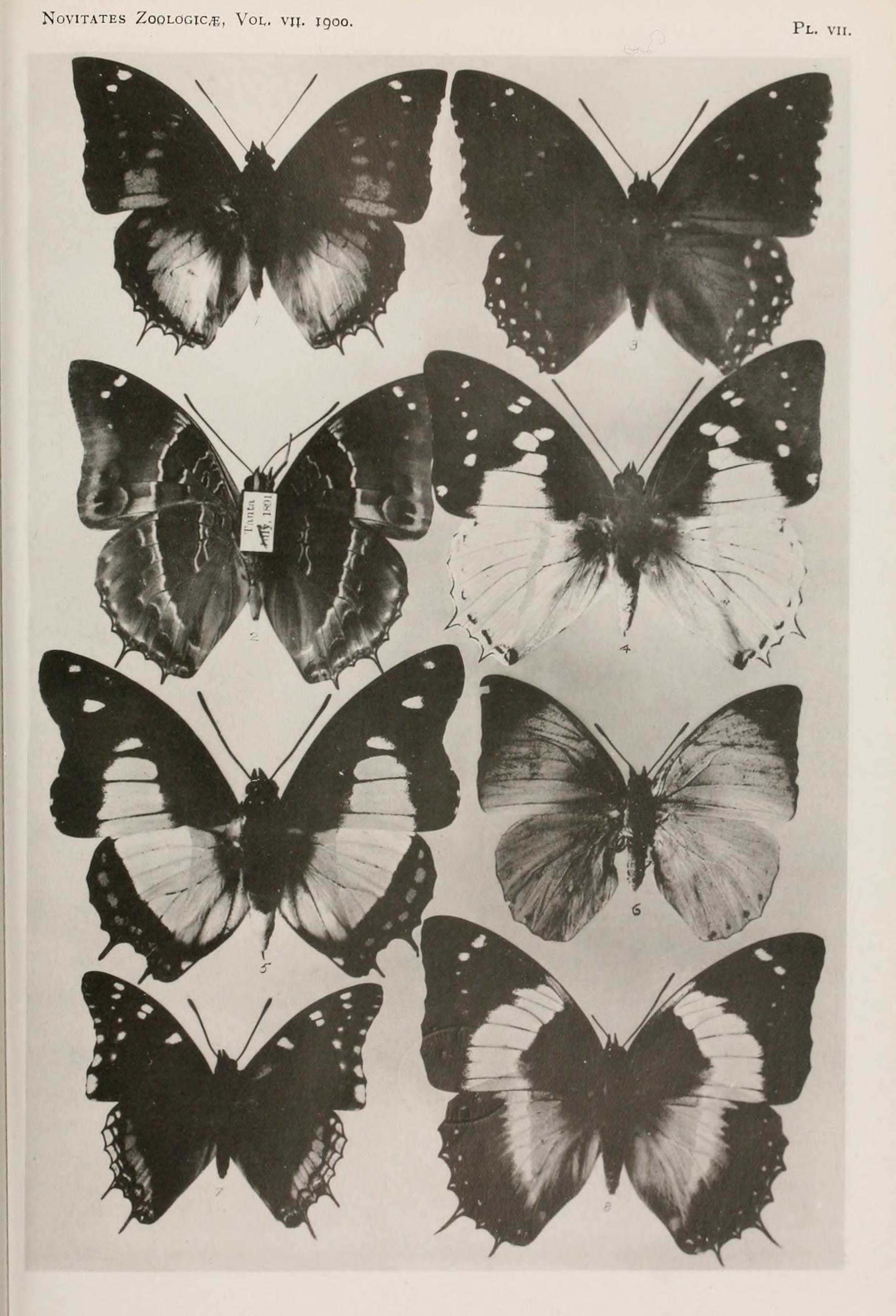